# Luz astral
A Luz astral é um importante conceito ocultista.
É considerado um fluido magnético de propriedades maleáveis e que é usado magicamente, pois seria um meio pelo qual se manifestariam forças sobrenaturais.
Muito comum no hermetismo, a luz astral foi bastante popularizada por Eliphas Levi, e outros ocultistas, como Papus. É um elemento que circunda a tudo no planeta, um desdobramento da energia solar, tido por muitos como o próprio Lúcifer.
A luz astral no ocultismo é duplamente imantada,e é conhecida como luz viva em seu conceito positivo e luz morta em seu conceito negativo.É representada em seu aspecto negativo por uma serpente devoradora e maléfica,e em seu aspecto positivo por uma serpente de "luz"..estas duas serpentes que se enroscam formam o bastão do caduceu.Somente o lado negativo dessa luz é representado também pelo diabo. No ocultismo usar do poder da luz viva e a direcionar é ser um operador sábio e livre pela sua vontade que só poderia existir,essa liberdade no momento em que se dominou e venceu as tentações do diabo,a luz morta; o que na bíblia é representado pelo anjo que esmaga a cabeça do diabo em baixo de seus pés.Aquele que é senhor de sí mesmo;ou seja venceu os seus instintos,esse é senhor da luz,pois venceu Lúcifer..